# Catedral de Sal de Zipaquirá
La Catedral de Sal de Zipaquirá és una església catòlica romana subterrània construïda dins dels túnels d'una mina de sal 200 metres sota terra en una muntanya d'halita prop de la ciutat de Zipaquirá, a Cundinamarca, Colòmbia. Dissenyada per l'arquitecte mexicà Carlos Mijares, és una destinació turística i lloc de pelegrinatge. La base del temple té tres seccions representant el naixement, vida, i mort de Jesús. Les icones, els adornaments i els detalls arquitectònics estan tallats a mà sobre la roca d'halita. Inclou escultures de marbre.
Els dipòsits de sal en Zipaquirá va ser formats fa 250 milions d'anys, aixecats per sobre del nivell del mar durant el període Terciari tardà, quan l'Andes va ser format. Està localitzat a Zipaquirá, Cundinamarca, 49 quilòmetres al nord de Bogotà, a 2.652 metres d'altitud. La ciutat és reconeguda per estar a prop d'un dels poblaments humans més antics d'America, el jaciment arqueològic El Abra.

## Història
Les mines d'halita van ser explotades ja pels precolombins muisques des del segle v aC, sent una de les seves principals activitats econòmiques. La tradicional mineria d'halites va ser descrita per Alexander von Humboldt durant la seva visita a Zipaquira el 1801. Va descriure aquest dipòsit com el més gran de les mines d'halita d'aquells temps, com les d'Espanya, Suïssa, Polònia i el Comtat de Tirol amb una valoració de recurs calculada d'un milió de metres cúbics. Però va criticar les tècniques d'excavació per ser poc pràctiques per a l'explotació futura, recomanant el drift mining, per a fer els túnels d'halita sense bigues, abaixant els costos.